# Protocapritermes
Protocapritermes es un género de termitas isópteras perteneciente a la familia Termitidae que tiene las siguientes especies:
1. Protocapritermes krisiformis
2. Protocapritermes odontomachus